# Ellende
Ellende ist ein 2011 in Graz gegründetes Musikprojekt im Ambient-, Atmospheric- und Post-Black-Metal-Bereich. Der Name bezieht sich auf das mittelhochdeutsche Wort ellende bzw. elilenti, welches als „in fremdem Land“ bzw. „fremd, verbannt“ gedeutet wird und sich später in das Wort Elend mit zunehmend negativer Konnotation entwickelte.

## Geschichte
Das Soloprojekt wurde 2011 von Lukas Gosch „L.G.“ (Svarta, Roadking, ex-Aphotic Excess, ex-Euterpe, ex-Nightforest) gegründet und veröffentlichte im April 2012 in Eigenregie die erste EP Rückzug in die Innerlichkeit. Kurze Zeit später unterzeichnete Ellende einen Vertrag über den Vertrieb des auf 100 Stück limitierten Digipacks selbiger EP bei dem deutschen Label Naturmacht Productions. Durch Angebote von Auftritten entschied sich L.G. im Sommer 2012 Session-Musiker zu engagieren und Live aufzutreten.

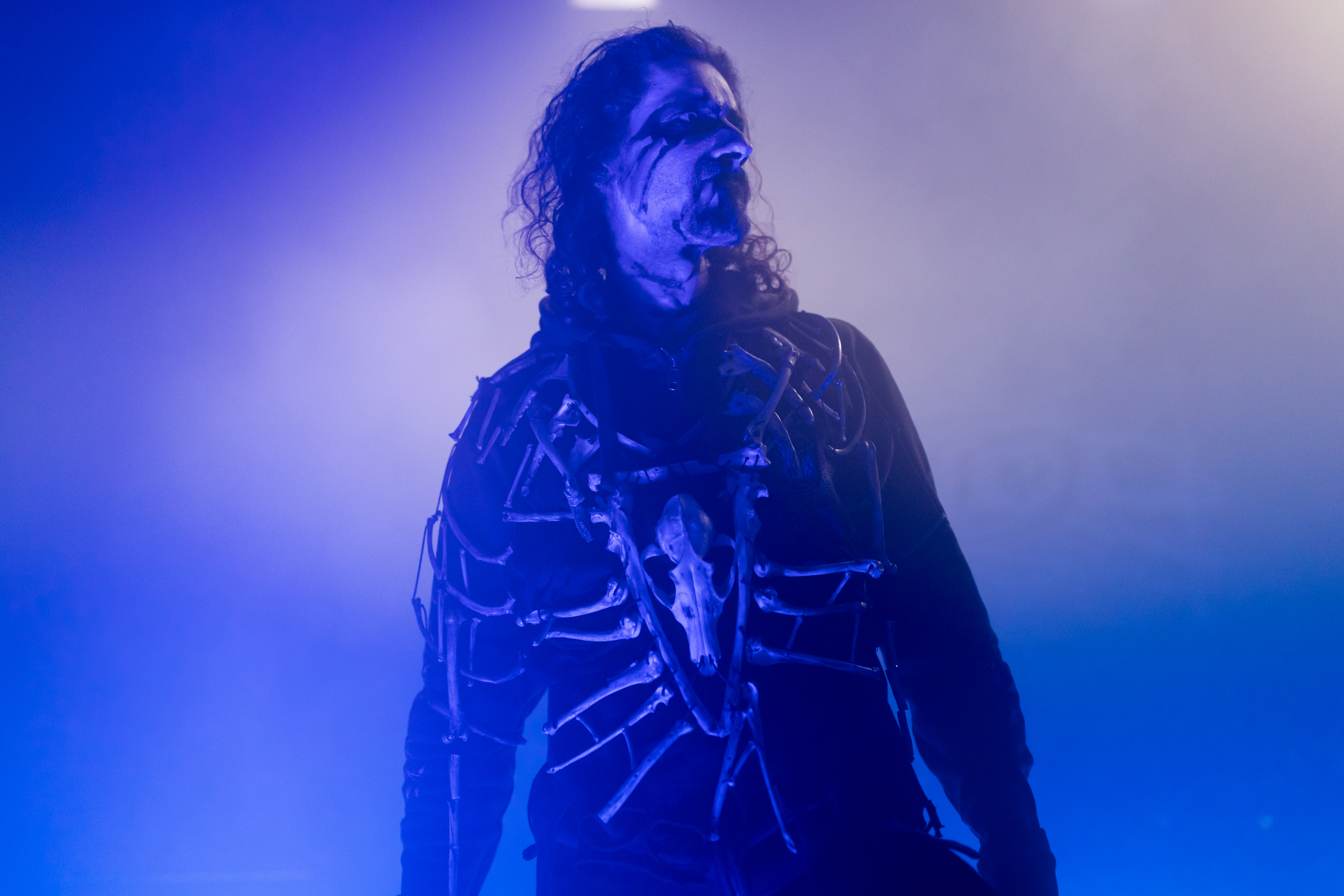
Lukas Gosch (2024)

Im Frühjahr 2013 unterzeichnete die Band bei Talheim Records aus Wien und veröffentlichte im darauffolgenden August ihr selbstbetiteltes Debütalbum Ellende. Wie bei allen Veröffentlichungen wurde das Album-Cover von L.G. selbst designt. Es folgten einige Auftritte in Österreich, Tschechien, Deutschland und dem Baltikum mit Paul F. „P.F.“ (Norikum, Nekrodeus, ex-Rectal Rooter) am Schlagzeug, Lukas B. „L.B.“ (Norikum, Ziagnmölka) und Dinko B. „D.B.“ (Roadking, ex-Angels May Cry, ex-Psych, ex-Sidesplitting) an den Gitarren, Georg „Norgrim“ (Seduced, Nordfrost, ex-Nightforest, ex-Menneskeeter) am Bass sowie Alex „V.P.“ an der Violine und Dieter an der Viola. Aufgrund des Aufwands entschied sich L.G. Mitte 2013, bei Auftritten fürs Erste ohne Live-Streichinstrumente fortzufahren.
Mit der im November 2014 auf Vinyl veröffentlichten EP Weltennacht folgte die erste 10-tägige Europatour mit der estnischen Atmospheric-Black-Metal-Band Thou Shell of Death sowie weitere Auftritte bei Konzerten und Festivals im europäischen Raum mit Bands wie Altar of Plagues, Sombres Forets, und Valkyria. Ende 2015 stieß Sebastian „S.L.“ (Nekrodeus, Black Yen, ex-Blasphemist) hinzu und löste Georg „Norgrim“ als Live-Bassist ab.
Die vierte Veröffentlichung und zweites Full-length Album Todbringer wurde Ende November 2016 über Talheim Records als ein erstmals produziertes 18-seitiges und rundes „Flower“-Digipack mit einer Limitierung von 1000 Stück veröffentlicht, welches zeitgleich mit dem ersten Album Ellende einige Monate später bereits ausverkauft war. Im Zuge der Veröffentlichung von Todbringer spielte die Band 2017 auf renommierten Festivals wie dem Ragnarök-Festival und dem Dark Easter Metal Meeting in München und spielte im Rahmen der Trauma Tour I von Harakiri for the Sky und anderen Events noch viele weitere Konzerte.
Im Frühjahr 2018 entschied sich Ellende, die Zusammenarbeit mit Talheim Records zu beenden, worauf der Vertrag im Februar von beiden Seiten aufgehoben wurde und wechselte zu AOP Records Deutschland.
Alle Veröffentlichungen wurden im Audioriotrecordings Studio in Bärnbach (Österreich) aufgenommen und gemischt und von den Iguana Studios in March (Deutschland) gemastert.

## Diskografie
- 2012: Rückzug in die Innerlichkeit (EP, CD, Eigenvertrieb; MC, Fallen Angels Productions; Wiederveröffentlichung 2018: CD/12”-Vinyl, AOP Records)
- 2013: Ellende (Album, CD, Talheim Records) Limitiert auf 1000 Exemplare.
- 2014: Weltennacht (EP, 12”-Vinyl, Talheim Records) Limitiert auf 500 Exemplare.
- 2016: Todbringer (Album, CD, Talheim Records) Limitiert auf 1000 Exemplare.
- 2019: Lebensnehmer (Album, CD/2x12”-Vinyl, AOP Records; MC, Depths of Void)
- 2021: Triebe (EP, CD/12”-Vinyl, AOP Records)
- 2022: Ellenbogengesellschaft (Album, CD/12”-Vinyl, AOP Records)
- 2024: Todbringerin (Album, CD/2x12”-Vinyl, AOP Records)

Beiträge auf Kompilationen:
- 2018: Der Letzte Marsch auf Sense Of Underground Volume III (Teratogen)

## Musikvideos
- 2015: Weltennacht (Regie/Produktion: Dr.Winter / Teratogen)
- 2022: Abschied (Regie/Produktion: Oliver König / MBience Visuals)